# Ed Jenkins

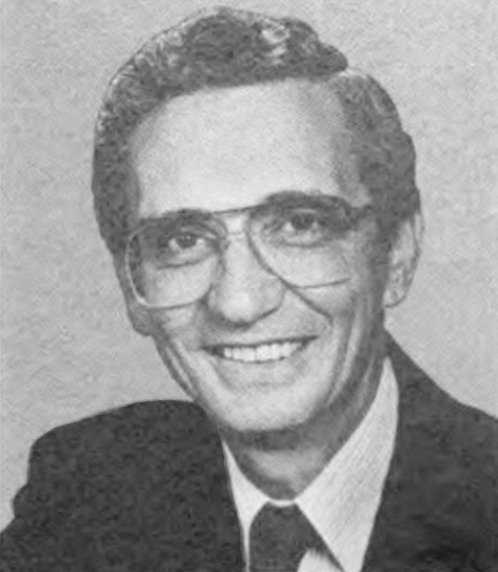
Ed Jenkins (1983)

Edgar Lanier „Ed“ Jenkins (* 4. Januar 1933 in Young Harris, Towns County, Georgia; † 1. Januar 2012 in Atlanta, Georgia) war ein US-amerikanischer Politiker. Zwischen 1977 und 1993 vertrat er den Bundesstaat Georgia im US-Repräsentantenhaus.

## Leben
Ed Jenkins, in Young Harris im Bundesstaat Georgia geboren, besuchte die öffentlichen Schulen seiner Heimat. Im Jahr 1951 arbeitete er im Innendienst für das FBI. Danach diente er zwischen 1952 und 1955 in der US-Küstenwache. Nach einem anschließenden Jurastudium an der University of Georgia in Athens und seiner Zulassung als Rechtsanwalt begann er ab 1958 in seinem neuen Beruf zu arbeiten. Von 1962 bis 1964 war Jenkins stellvertretender Bundesstaatsanwalt für den nördlichen Teil von Georgia; zwischen 1968 und 1972 fungierte er als Staatsanwalt im Pickens County.

### Karriere
Politisch war Jenkins Mitglied der Demokratischen Partei. Von 1959 bis 1962 gehörte er dem Stab des Kongressabgeordneten Phillip M. Landrum an. Bei den Kongresswahlen des Jahres 1976 wurde er im neunten Wahlbezirk von Georgia in das US-Repräsentantenhaus in Washington, D.C. gewählt, wo er am 3. Januar 1977 die Nachfolge Landrums antrat. Nach sieben Wiederwahlen konnte er bis zum 3. Januar 1993 acht Legislaturperioden im Kongress absolvieren. Jenkins setzte sich für die Textilindustrie und Steuersenkungen ein.
Im Jahr 1992 verzichtete Ed Jenkins auf eine erneute Kandidatur. Danach zog er sich aus der Politik zurück. Zuletzt lebte er in Jasper.